# 조지프 얼랭어
조지프 얼랭어(영어: Joseph Erlanger, 1874년 1월 5일 ~ 1965년 12월 5일)는 미국의 생리학자이다. 1944년에 축삭의 고도로 분화된 기능적 차이에 대한 연구로 허버트 스펜서 개서와 함께 노벨 생리학·의학상을 수상했다.

## 수상 경력
- 1944년 : 노벨 생리학·의학상

## 참고 문헌
- McComas, Alan (2011). 《Galvani's Spark: The Story of the Nerve Impulse》. New York City, NY: Oxford University Press, USA. ISBN 978-0199751754.
- Oakes, Elizabeth (2000). 《Encyclopedia of World Scientists》. New York City, NY: Facts on File. ISBN 978-0816041305.